# Tarra White
Tarra White (Ostrava, 19 de novembre de 1987) és una actriu porno txeca.

## Biografia
Tarra va rodar la seva primera escena eròtica amb tan sols 18 anys davant de la Universitat Carolina de Praga al seu país natal. El mes de juliol de l'any 2006 decideix operar-se el pit. L'any 2007 fitxa per Private apareixent en nombroses produccions de la companyia. L'any 2008 es converteix en un dels pilars del programa RedNews emès per TV Nova, en el qual, llegeix notícies d'actualitat alhora que es despulla. Aquest mateix any s'uneix al ventall habitual de les produccions del director Marc Dorcel apareixent en pel·lícules com a; Ritual (2008), Tarra's Sex Tape (2009), Pornochic 18: Tarra (2008) o Fuck VIP Fury (2010).

## Premis
- 2006; Golden Star (Prague Erotica Xou) – Millor actriu[1]
- 2007: Golden Star – Millor actriu de la República Txeca[1]
- 2008: FICEB Nimfa Millor Actriu de repartiment per Wild Waves[2]
- 2009: Hot D'Or – Millor actriu europea[3]
- 2009: Hot D'Or – Millor actriu europea per – Billionaire[3]